# Endopterygota
Endopterygota, de asemenea cunoscute și ca Holometabola, sunt insectele din subclasa Pterygota care trec prin diferite stadii ca să devină adulți: larvă, pupă. Suferă o metamorfoză radicală (completă), stadiul de larvă și de adult fiind foarte diferite ca structură și comportament. 

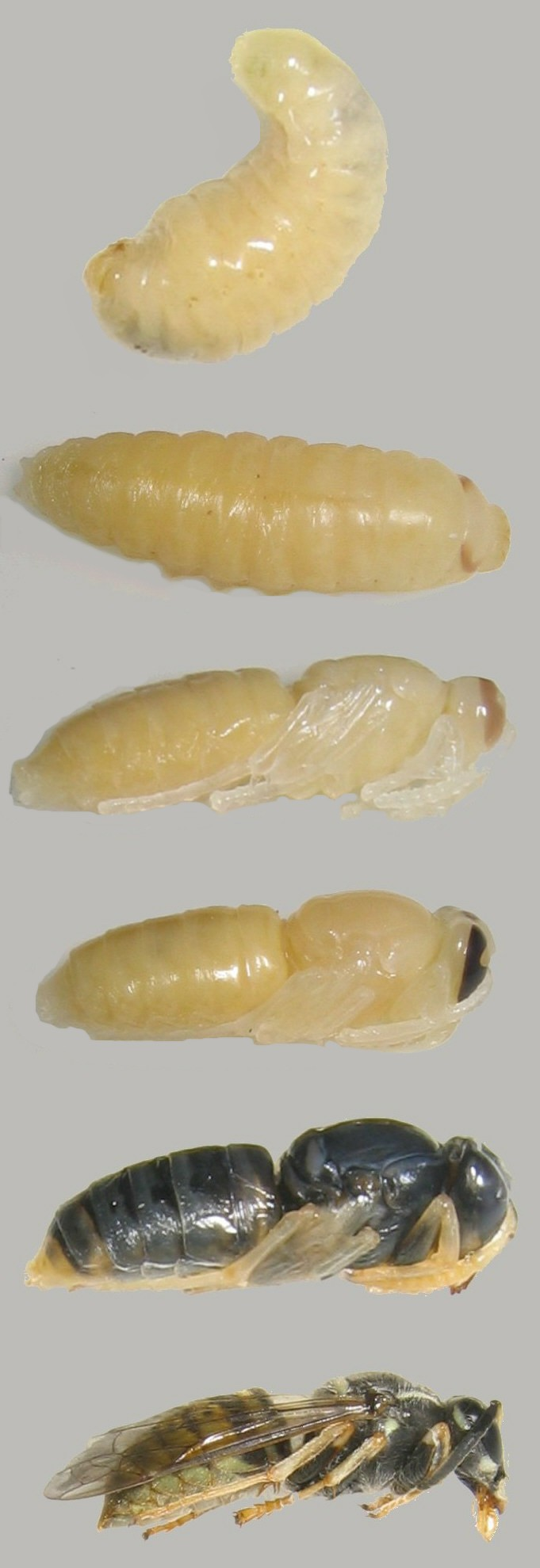
Stadiile metamorfozei complete la Hymenoptera.

Endopterygota se numără printre cele mai diverse supraordine de insecte, cuprinzând aproximativ 850 000 de specii, împărțite pe unsprezece ordine. Conțin insecte ca: fluturi, muște, purici, albine, furnici și gândaci. 
Primele fosile de endopterygote datează din Carbonifer. 

## Legături externe
Materiale media legate de Endopterygota la Wikimedia Commons